# Melanephia brunneiventris
Melanephia brunneiventris är en fjärilsart som beskrevs av Emilio Berio 1955. Melanephia brunneiventris ingår i släktet Melanephia och familjen nattflyn. Inga underarter finns listade i Catalogue of Life.